# Xã Barraque, Quận Jefferson, Arkansas
Xã Barraque (tiếng Anh: Barraque Township) là một xã thuộc quận Jefferson, tiểu bang Arkansas, Hoa Kỳ. Năm 2010, dân số của xã này là 2.432 người.